# جاده ای۱۳۱
جاده ای۱۳۱ (به انگلیسی: A131 road) یکی از جاده‌های کشور انگلستان است.
این جاده از روستای لیتل والتهام در شهرستان اسکس شروع و در شهرک سادبوری در شهرستان سافک به پایان می‌رسد، طول این جاده ۴۳٫۳ کیلومتر است.